# Лимиганти
Лимиганти (лат. Limigantes) другачије звани Сармати робови (лат. Sarmatae servi) били су народ који је живео на подручју данашње Србије (Бачке и Баната) у античко доба. Настањивали су долину Тисе – непроходно мочварно подручје – до њеног ушћа у Дунав. Њихов етнички идентитет је предмет расправа. Најприхваћеније је да су били сарматско племе (лат. Limigantes Sarmatae ) или скупина племена. На историјску сцену ступили су око 334. године, када су се побунили против својих господара, тзв. Слободних Сармата (лат. Sarmatae liberi), и протерали их. Нападали су такође и пљачкали Мезију (лат. Moesia Superior), суседно римско подручје преко Дунава. Због тога је цар Констанције II у два наврата морао војно да интервенише против њих.
Када је године 357. обавештен о упадима Лимиганата на римску територију, Констанције се нашао у истом положају као Марко Аурелије са јазигима пре њега, па је и сличном рутом, оперишући из Сирмијума кренуо да их покори. Сакупивши легије и утврдећи се у Акуминкуму (лат. Acimincum) код данашњег Старог Сланкамена, а затим преко Дунава, на десној обали Тисе сукобио се са њима и у крвавој бици савладао. Цар је затим одлучио да их ради мира принудно пресели даље у Варварикум.
Након првог неуспелог покушаја цара да Лимигантима на свом положају (у близини данашњег Бачког Градишта) упути говор помирења, војска је због напетости ситуације навалила на њих и у беспоштедној борби брзо савладала. Они који су, међу Лимигантима, успели да се спасу, препливали су Тису и сакрили се у мочварама. И ту су их Римљани – према опису нарочито плаћеници сарматског порекла (лат. Auxilia) – проналазили и прогонили све док преживеле нису приморали да моле милост од цара Констанција, који их је натерао да напусте свој завичај.
Лимиганти, међутим, нису пристајали да напусте крај у коме су живели, вратили су се у мочварни предео и одатле наставили да нападају и пљачкају околна подручја. Пошто су прекршили царевљеву одлуку о протеривању, а да би избегли поновни сукоб на својој територији, године 359. пристали су да дођу на преговоре са Царем, који их је примио код Аквинкума (лат. Aquincum) на граници Валерије. Цар је и овај пут – желећи да их евентално придобије као војнике и колоне – покушао да им одржи говор, међутим они су га изненада напали. Римљани су на покушај атентата одговорили општим покољем. После ових догађаја, које је забележио Амијан губи им се сваки траг у изворима.

## Етимологија
Амијан Марцелин зове побуњене сарматске робове Limigantes Sarmatae (19, 11, 1) или Limigantes Sarmatae servi (17, 13, 1). Може бити да синтагма Sarmatae servi (Сармати робови) представља Амијаново објашњење имена Лимиганти.
Лимиганти се обично објашњавају као племена која су живела дуж римског лимеса (лат. limes, граница и лат. gens, племе). То се може закључити и на основу имена појединих група Лимиганата. Наиме, Амикенци (лат. Amicenses) и Пикенци (лат. Picenses) који се јављају код Амијана Марцелина вероватно су добили имена по римским логорима на Дунаву, Акуминкуму (лат. Acumincum) и Пинкуму (лат. Pincum), у чијој близини су живели.
Има и оних научника који име Limigantes покушавају да објасне посредством осетинског језика. Деренберг га изводи од речи лымæн, друг. Георгиј Вернадски га у складу са горе поменутим Амијановим објашњењем тумачи као сложеницу, чији први део (Limig) доводи у везу са придевом лæмæг, слаб, а други (Antes) са именом словенског племена Анта. Према овој етимологији, значење имена Лимиганти би било „слаби Анти“. Вернадски у тзв. „слабим Антима“ види: Словене. На то га упућују сламнати кровови њихових кућа и њихови чамци (cavata robora) који га подсећају на словенске моноксиле. Допушта могућност да земља Anthaib позната из историјских предања Лангобарда одговара простору који су настањивали Лимиганти. С тим у вези верује да је један део „слабих Анта“ доспео у лангобардско ропство. Најзад, склон је и мишљењу да име се Лæмæг одржало у имену Лемка, једне етничке групе која живи у пределу Карпата. Међутим, док је његова осетинско-аланска етимологија Лимиганата наишла делом на одбацивање, делом на прихватање, идентификација Лимиганата са подјармљеним Словенима није задобила наклоност научних кругова.

## Распрострањеност
Код Амијана су подаци о станишту Лимиганата нејасни и расути. С једне стране се сазнаје да су Пикенци добили име по околини, а с друге да се њихово станиште налазило на доњем току реке Parthiscus (Тиса) и да је заједно са меандром Дунава чинило готово неприступачну област.
Јохан Христоф фон Јордан поистовећује Parthiscus и Tibiscus (Тамиш). Сходно томе, како он сматра, „не може бити сумње да се област Лимиганата поклапа са данашњим темишварским Банатом”. Другим речима, он лоцира њихово станиште у доњем току реке Тамиш, тј. у Банату.
Према Пачу, Лимиганти су живели у Банату, а према Вулићу у Бачкој. Дитрихова сматра да из податка о упаду Сармата у Горњу Мезију јасно произлази да је језгро Лимиганата живело у Банату. Јер, како каже, Констанцијев војни поход против Сармата и Квада није захватио пределе према Горњој Мезији. Констанције је закорачио у ове области тек када је заратио против Лимиганата. Пач додуше долази до истог закључка у вези са стаништем Лимиганата, али на другачији начин, преко имена група Лимиганата, Амикенаца и Пикенаца, и Амијанове опаске о Пикенцима (ita ex regionibus appellati conterminis). Према Пачу, имена обе групе Лимиганата нису аутохтона, него наденута и то вероватно по суседним римским крајевима. Пикенци су добили име по месту Пинкум (Велико Градиште), које се налази на ушћу реке Пек (лат. Pincus) у Дунав. Оно им је само у мирна времена било додељивано за одржавање трговине са Царством. Тако нешто је било уобичајено у саобраћању са суседним народима, у које Римљани нису имали пуно поверења (Маркомани, Готи, Вандали итд.). Један такав погранични трг, чије име се пренело на његове честе посетиоце, западни Амикенци су имали у суседној им провинцији Панонији Секунди, на Дунаву, између ушћа Тисе и Саве у Дунав. Додуше, тамо није познато место са одговарајућим именом. Евентуално би то могао бити Акуминкум, који се налазило наспрам ушћа Тисе у Дунав. Из његовог етникона Acumincenses је вероватно настао Амијанов етноним Amicenses.

## Историја

### Позадина
За време цара Константина Великог код једног дела западних Сармата или Јазига, који су се између 20. и 50. године са обала Азовског мора преселили у Панонску низију, дошло је до социјалне револуције. Наиме, после дуже паузе мира Готи, који су живели с оне стране Дунава, наставили су са својим упадима у балканске провинције. Њихове пљачкашке хорде су, међутим, одбијене (315. и 323), а граница на Дунаву поново осигурана (328). Пошто се нису прославили на римском тлу, намерили су се на Јазиге. Ови су, допавши у тежак положај, позвали Константина у помоћ и наоружали своје робове, код Амијана познате као Sarmatae Limigantes. Константинов истоимени син је 20. априла 332. победио Готе у једној тешкој бици. Међутим, за владајући слој Сармата рат је имао катастрофалну последицу. Незадовољни својим ропским положајем и понесени успехом, робови су истакли право на земљиште коју су спасили и узурпирали га (334). Немоћни да им се супротставе, њихови господари су се радије опредељивали за прогонство него да служе својим бившим слугама. Један део је отишао Виктовалима, који су становали близу Квада, на територији данашње северне Мађарске, а више од 300.000 Сармата је од римског цара, који се том приликом лично појавио на Дунаву, добило дозволу да пређе на римско тло. Војноспособни су добили место у војсци, а остали су као колони насељени у Италији, Македонији, Тракији и Добруџи.

### Римска интервенција против Лимиганата
Услед грађанског рата и непоправљивог губитка које су претрпеле римске легије у бици код Мурсе, илирске провинције су готово готово без заштите биле изложене пљачкашким хордама, а нарочито Квада, који су изгледа овладали вештинама својих савезника Сармата. Посаде су на граници биле недовољне да би могли пратити њихове покрете. Пре него што се упустио у рат, Констанције је скупио војску коју су чинили пробрани људи са свих страна. Прешао је Дунав на мосту од чамаца, продро у срце земље Квада и осветио се за несреће коју су нанели римским провинцијама.
Поражени варвари су ускоро натерани да траже мир. Понудили су предају заробљеника као знак кајања за оно што су учинили у прошлости и таоце племенитог порекла као гаранцију за будуће држање. Учтивост показана првим главарима који су преклињали Констанција за милост, подстакла је и плашљивије и тврдокорније да следе њихов пример. Царски логор су ускоро препунили кнежеви и посланици разних племена. Док је варварима преко Дунава делио правду, Констанције је издвојио Сармате, на које се привидно сажалио. Ослободио их је стега зависности и ујединио поставивши им краља, који је био пријатељ и савезник римског царства. Објавио је своју одлуку да потврђује исправност њиховог циља и обезбеђује мир провинцијама експатријацијом, или барем протеривањем Лимиганата.
Извршење ове замисли је наишло на озбиљне тешкоће. Територија Лимиганата је била заштићена од Римљана Дунавом, а од непријатељских племена Тисом. Мочварни предели који су се пружали између тих река били су проходни само становницима, који су били упознати са скривеним стазама и неприступачним шумама. Лимиганти су покушали да Констанција одврате од похода молбама, преваром и оружјем, али је он одбио њихове молбе, надмашио њихово ратно лукавство и вештином и чврстином надмашио њихову храброст. Једно од најратоборнијих племена, настањено на малом острву према ушћу Тисе у Дунав, пристало је да пређе реку намеравајући да изненади цара у току мировног скупа. Међутим, нашли су се окружени са свих страна. Иако их је коњица прегазила, а легије посекле, нису ни помишљали да траже милост.
После ове победе, значајан број Римљана се пребацио на супротну обалу Дунава. Укључивши се у борбу на страни царства, Тајфали су напали Лимиганте на Тиси. Бивши господари, слободни Сармати, подстакнути надом и осветом, продрли су у срце својих прадавних поседа. Општи пожар је открио колибе варвара скривене у дубини дивљине. Осокољени успехом Римски војници су се борили са већим поуздањем на мочварном тлу. Доведени у ћорсокак, најхрабрији Лимиганти су били одлучни да умру с оружјем у руци. Међутим, помирљивије расположење које су подстицали старији на је крају преовладало. Гомила у којој је било и жена и деце упутила се у царски логор да сазна своју судбину из царевих уста. Констанције им је одредио за егзил удаљену земљу где су могли да живе безбедно и часно. Лимиганти су се повиновали томе, додуше, уз оклевање.
Међутим, пре него стигли на одређено станиште, Лимиганти су вратили на обалу Дунава. Преувеличали су тежину своје ситуацију и захтевали, позивајући се на верност, да им цар додели место у некој римској провинцији. Констанције је уместо свог личног искуства са овим варварима, ипак послушао савет ласкаваца, који су доказивали предност прихватања колоније војника у време када је било много лакше доћи до доходака, него до војних обвезника. Лимигантима је дозвољено да пређу Дунав, а цар их је примио на саслушање у великој долини поред данашње Буде. Чинило се да ће варвари пристати на услове који им се дају. Међутим, неко од варвара је бацио ципелу у ваздух и узвикнуо „Marha! Marha!“, „што је“, како наводи Амијан, „код овог народа био знак за борбу“. Обрушили су се на цара с намером да га ухвате. Захваљујући пожртвованости своје страже, цар је успео да се искраде, узјаше коња и побегне из метежа. Римљани су затим довукли појачање и решили битку у своју корист. Лимиганти су избрисани са страница историје.